# Clifford Gray (bobbista)
Clifford Barton "Cliff" Gray noto Tippy (Chicago, 29 gennaio 1892 – San Diego, aprile 1968) è stato un bobbista statunitense, campione olimpico nel bob a quattro a Sankt Moritz 1928 e a Lake Placid 1932.

## Biografia
Nel 1928, mentre era in vacanza a Sankt Moritz, Gray venne reclutato dalla squadra nazionale statunitense di bob e fu inserito nella formazione che avrebbe dovuto partecipare alle Olimpiadi di Sankt Moritz 1928. Gray disputò la gara e il quintetto americano, composto anche dal pilota Billy Fiske e dagli altri tre frenatori Nion Tucker, Geoffrey Mason e Richard Parke vinsero la medaglia d'oro nel bob a quattro. Nell'edizione successiva, a Lake Placid 1932, Gray bissò il titolo olimpico nel bob a quattro con Fiske, Eddie Eagan e Jay O'Brien.
Vinse anche la medaglia di bronzo ai campionati mondiali di Sankt Moritz 1937 con Donald Fox, Bill Dupree e James Bickford.

### Il mistero sulla sua identità
Per circa 60 anni la sua identità era stata confusa con quella dello scrittore e attore britannico Clifford Gray (all'anagrafe Percival Davis) per via del fatto che egli, terminata la carriera bobbistica, si era dedicato a scrivere canzoni e a recitare in piccole commedie, oltre che ad essere a sua volta di origini britanniche. Nel 1978 un giornalista statunitense, Tim Clark, andò a fondo, contattando tra le altre cose una figlia del Gray britannico (lo scrittore), la quale dichiarò lui che suo padre mai ebbe a che fare con il bob. Clark continuò le sue ricerche e riuscì a portare alla luce l'arcano. La storia venne raccontata da Andy Bull, anch'egli giornalista, nel suo libro Speed Kings, scritto nel 2015.
Morì nell'aprile del 1968 in una casa di cura a San Diego, California, dove era ricoverato a causa della malattia di Parkinson di cui soffriva da qualche anno.

## Palmarès

### Olimpiadi
- 2 medaglie:
  - 2 ori (bob a quattro a Sankt Moritz 1928; bob a quattro a Lake Placid 1932).

### Mondiali
- 1 medaglia:
  - 1 bronzo (bob a due a Sankt Moritz 1937).